# Георги Астарджиев
Георги Астарджиев, известен като Фелдшера, е български революционер, деец на Вътрешната македоно-одринска революционна организация.

## Биография
Астарджиев се присъединява към ВМОРО и в 1905 година пристига в Драмския санджак. Там му е поверено войводството на отделна чета на Организацията.